# Calle de El Salvador
La calle de El Salvador, del Salvador o de San Salvador, es una breve vía pública de la ciudad española de Madrid, situada en el barrio de Sol, distrito Centro, entre la calle Imperial (en su confluencia con la plaza de la Provincia), y la calle de la Concepción Jerónima, al sur de la Plaza Mayor, entre las vías principales de la calle de Toledo, al oeste, y la calle de Atocha al este. 

## Historia
Aparece sin nombre en el plano de Texeira de 1656, y con el actual en el de Antonio Espinosa de los Monteros. En su obra publicada en 1889 sobre las calles de Madrid, los cronistas Carlos Cambronero e Hilario Peñasco toman referencia de que hay antecedentes de construcciones particulares desde 1696, y señalan que hubo ya antes, hacia 1658 y a espaldas de la cárcel de Corte, un «oratorio y casa para sacerdotes misioneros del Salvador», congregación que tenía monasterio en la vecina calle de la Concepción Jerónima desde 1644. En ese entorno permanecieron hasta que, dos años después de la expulsión de los jesuitas, Carlos III, les concedió licencia para ocupar el convento de novicios de la Compañía de Jesús, en la calle de San Bernardo, en 1767. Con la vuelta de los primeros, ambas órdenes compartieron el edificio, hasta que todos fueron expulsados en 1834.
Aunque todo parece indicar que el origen del nombre de la calle fue la mencionada «Venerable Congregación de Sacerdotes Misioneros del Salvador del Mundo», una tradición legendaria atribuye su nombre a un suceso en el que Agustín Picazo, que tenía taller de zapatería en esta calle salvó a una dama del asalto de unos asesinos.

## Edificios
Todo el costado oriental de la calle está ocupado por las fachadas que presenta en ella el Ministerio de Asuntos Exteriores, en el edificio del Palacio de Santa Cruz, y que, en el anexo del número 3 de la calle, tiene la Administración del Estado su Oficina de Información Administrativa.